# Ріта Лі
Ріта Лі Джонс, пізніше Ріта Лі Джонс Карвалью (порт. Rita Lee Jones Carvalho), найбільш відома як Ріта Лі; 31 грудня 1947, Сан-Паулу — 8 травня 2023, там само) — бразильська співачка в стилі рок і композитор.
Лее залишається популярною на бразильській сцені, і також відома через відстоювання прав тварин та вегетаріанство.